# Dick
Mansnamnet Dick är en engelsk kortform/smeknamn av Rickard som är sammansatt av de tyska orden för stark och mäktig.
Dick rasade mycket snabbt i popularitet under 90-talet. 1990 var Dick ett av de 150 vanligaste tilltalsnamnen, 1999 var det inte en enda pojke som fick det som tilltalsnamn.
31 december 2005 fanns det totalt 5 520 personer i Sverige med namnet, varav 3 591 med det som tilltalsnamn.
År 2003 fick 10 pojkar namnet, men ingen fick det som tilltalsnamn.
Namnsdag: 7 februari, tillsammans med Rikard (1986–1992: 3 februari). I den finlandssvenska namnsdagslängden har Dick namnsdag 7 februari sedan 1973.

## Personer med namnet Dick
- Dick Advocaat
- Dick Ask
- Dick Axelsson
- Dick Bengtsson
- Dick Cheney
- Dick Dale
- Philip K. Dick
- Dick Eriksson
- Dick Erixon
- Dick Fryman
- Dick Hansson
- Dick Harrison
- Dick Helander
- Dick Idman
- Dick Kaysø
- Dick Last
- Dick Manning
- Dick Mayer
- Dick McDonald
- Dick Powell
- Dick Ramström
- Dick Savitt
- Dick Stenberg
- Dick Taylor
- Dick Tracy
- Dick Tärnström
- Dick Van Dyke
- Dick Van Patten
- Dick Urban Vestbro
- Dick Whittington
- Dick Winters
- Dick von Blixen-Finecke
- Dick Yderström
- Dick Ying